# Districtul Wolfenbüttel
Districtul Wolfenbüttel este un district rural (în germană Landkreis) din landul Saxonia Inferioară, Germania. 
1. 1 2 3  GeoNames